# Red Robin
Red Robin Gourmet Burgers, Inc., mais comumente conhecida como Red Robin Gourmet Burgers and Brews ou simplesmente Red Robin, é uma cadeia americana de restaurantes casuais fundada em setembro de 1969 em Seattle, Washington. Em 1979, o primeiro restaurante franqueado da Red Robin foi aberto em Yakima, Washington. A sede da Red Robin fica em Greenwood Village, Colorado. Em agosto de 2020, a empresa tinha mais de 570 restaurantes em operação, sendo que 90 eram operados como franquia.

## História
O primeiro Red Robin estava localizado na esquina das avenidas Furhman e Eastlake E., em Seattle, na extremidade sul da University Bridge. Esse edifício foi construído em 1916 como uma mercearia e mais tarde foi convertido em um restaurante na década de 1920; ele pertencia a 12 propriedades e era conhecido por vários nomes. Foi renomeado para Sam's Red Robin Tavern em 1942, supostamente pelo proprietário Samuel Caston, que cantava em um quarteto de barbearia e podia ser ouvido com frequência cantando a música “When the Red, Red Robin (Comes Bob, Bob, Bobbin' Along)”.
Em 1969, o empresário de restaurantes de Seattle, Gerry Kingen, comprou e expandiu o restaurante. A empresa abandonou o “Sam's” e se tornou o Red Robin. O primeiro restaurante tinha 110 m2. Era um ponto de encontro preferido dos estudantes da Universidade de Washington. Kingen continuou operando o local como uma taberna por alguns anos, mas depois acrescentou hambúrgueres ao cardápio, oferecendo aos fãs 28 hambúrgueres diferentes para escolher, e as vendas aumentaram.

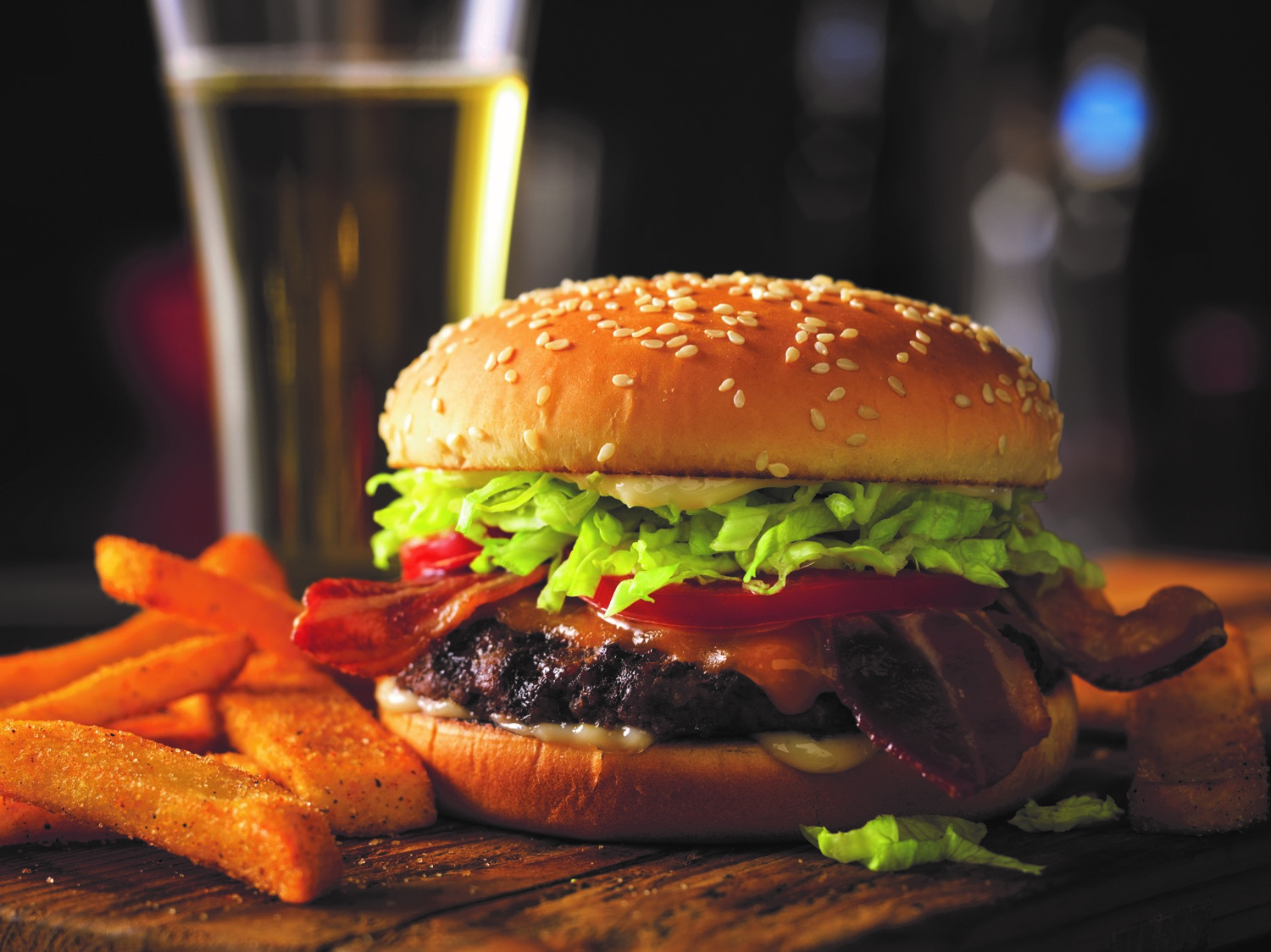
Cheeseburger gourmet com bacon do Red Robin

Após dez anos de construção do conceito Red Robin, Kingen decidiu franqueá-lo, o que provou ser significativo para o desenvolvimento da rede. A rede ganhou força por meio de franquias e de um franqueado em particular. A associação de Kingen com a empresa que ele fundou terminou mais tarde, mas o sistema de franquia perdurou.
Em 1979, Kingen vendeu a Michael e Steve Snyder os direitos de abrir um Red Robin em Yakima, Washington, e a The Snyder Group Company tornou-se o primeiro franqueado do Red Robin. Em 1980, a Red Robin abriu um restaurante em Portland, Oregon. Em 1983, a Red Robin adotou um mascote chamado Red. Em 1985, a Red Robin tinha 175 restaurantes quando a sede corporativa foi transferida do centro de Seattle para Irvine, na Califórnia, depois que o CEO Kingen vendeu o controle acionário da Red Robin Corp. para a Skylark Corporation do Japão, onde Michael Snyder tinha escritórios da Red Robin. Com sucessos marginais e desempenho financeiro ruim sob a administração da Skylark, Kingen, na época um proprietário minoritário, em 1995 voltou a participar da Red Robin com Michael Snyder. Em 2000, a empresa abriu seu 150º restaurante. A sede foi transferida para o Denver Tech Center. Em 2000, a Red Robin se fundiu com o Snyder Group, e Snyder se tornou o presidente, chairman e CEO da empresa. Snyder abriu o capital da empresa em 2002. Em 2005, Snyder foi destituído do cargo de CEO após alegações de fraude, o que levou a uma investigação e acordo da SEC e a um processo judicial contra os acionistas.
O primeiro Red Robin na Região Metropolitana de Chicago foi inaugurado em 2001 no Woodfield Mall em Schaumburg, Illinois. Outros locais foram abertos em Warrenville e Wheaton naquele ano.
O Red Robin original fechou em 21 de março de 2010, devido aos alto custos de manutenção do prédio antigo. Ele foi demolido em 28 de agosto de 2014, para dar lugar a um prédio residencial de três andares chamado “Robin's Nest”.
No ano fiscal de 2015, a empresa tinha 538 restaurantes com uma receita de US$ 1,25 bilhão. Para expandir seu alcance, a Red Robin adicionou uma linha “simplificada” de restaurantes chamada Red Robin's Burger Works, com serviço rápido e com locais em Washington, D.C., Illinois, Ohio e Colorado. Esses restaurantes, lançados em 2011, foram em sua maioria fechados em 2016; três foram rebatizados como Red Robin Express para diferenciá-los dos locais de serviço completo.
Em 2 de dezembro de 2018, Michael Snyder morreu por suicídio. Em setembro de 2019, Paul J.B. Murphy III foi nomeado presidente, CEO e membro do conselho de administração da empresa, a partir de 3 de outubro de 2019. No mês seguinte, a empresa anunciou planos para fechar seus cinco locais em Alberta, Canadá, na Região da Capital Edmonton, no início de dezembro.
Em 2021, a Red Robin voltou a concentrar seus esforços no crescimento em seu estado natal, Washington, abrindo uma nova unidade em Federal Way, em 15 de novembro. Em novembro seguinte, a empresa fechou sua unidade em Baton Rouge, Luisiana, e retirou todas as suas unidades da Região Metropolitana de Boston.